# Sela (district)
Pour les articles homonymes, voir Sela (homonymie).
Sela est un district de la région d’Anseba de l'Érythrée. La principale ville et capitale de ce district est Sela. 